# Mikk Pahapill
Mikk Pahapill (* 18. Juli 1983 in Kingissepa, Estnische SSR, UdSSR) ist ein ehemaliger estnischer Leichtathlet.

## Sportliche Karriere
Pahapill startete bei den Juniorenweltmeisterschaften 2002 in Kingston erstmals bei internationalen Meisterschaften. Mit 7142 Punkten belegte er den elften Platz im Zehnkampf. Im Jahre 2005 siegte er bei Europacup-Meeting in Bydgoszcz und übertraf mit 8149 Punkten erstmals die 8000-Punkte-Marke. Diese Leistung bestätigte er mit 8003 Punkten und Platz zwölf bei den Weltmeisterschaften 2005 in Helsinki. Bei den Europameisterschaften 2006 in Göteborg ging er zwar an den Start, musste den Wettkampf aber verletzungsbedingt vorzeitig beenden. Mit einem Sieg und 8117 Punkte beim Meeting in Rakvere qualifizierte er sich für die Olympischen Spiele 2008 in Peking, wo er seinen persönlichen Rekord auf 8178 Punkte steigern konnte und den elften Platz belegte. Ein halbes Jahr später bei den Halleneuropameisterschaften 2009 in Turin konnte Pahapill in allen sieben Disziplinen des Siebenkampfs eine neue persönliche Bestleistung aufstellen und siegte souverän vor Oleksij Kasjanow und Roman Šebrle. Mit 6362 Punkten verbesserte er dabei nicht nur seine persönliche Bestleistung um 400 Punkte, sondern verfehlte den estnischen Rekord von Erki Nool aus dem Jahr 1999 nur um zwölf Punkte. Bei den Weltmeisterschaften 2009 in Berlin beendete Pahapill nach drei ungültigen Versuchen im Weitsprung den Zehnkampfwettbewerb.

## Persönliche Bestleistungen
- Zehnkampf: 8178 Punkte, 22. August 2008, Peking
- Siebenkampf (Halle): 6362 Punkte, 8. März 2009, Turin